# 猎冰
《猎冰》是2024年播出的中国大陆刑侦题材网络剧，由高群书、万鹏联合执导，张颂文、姚安娜领衔主演。该剧以缉毒警察与制毒团伙的对抗为主线，展现正邪较量的复杂叙事。

## 剧情概要
故事设定于20世纪90年代的沿海小城三平市，缉毒大队发现新型冰毒后展开调查。新人警察赵友男（姚安娜饰）通过乔装侦查锁定化工商人黄宗伟（张颂文饰）为首要嫌疑人。黄宗伟表面经营合法企业，实则利用化学知识研制高纯度冰毒，建立跨省贩毒网络。全剧围绕赵友男率领的缉毒小组与黄宗伟团伙的追捕周旋展开，呈现“猫鼠游戏”式的多层博弈‌。

## ‌社会影响
原型人物刘招华（黄宗伟角色原型）的犯罪经历引发公众对禁毒历史的关注，但也出现过度美化反派的争议讨论，以至于在观剧体验上给人以“正不胜邪”的感受。